# Microtoena insuavis
Microtoena insuavis là một loài thực vật có hoa trong họ Hoa môi. Loài này được (Hance) Prain ex Briq. mô tả khoa học đầu tiên năm 1896.